# 2023-as WEC-szezon
| Bajnokok  | Bajnokok               | Bajnokok                                     |
| Kategória | Csapat                 | Versenyzők                                   |
| --------- | ---------------------- | -------------------------------------------- |
| Hypercar  | #8 Toyota Gazoo Racing | Brendon Hartley Hirakava Rjó Sébastien Buemi |
| LMP2      | #41 Team WRT           | Rui Andrade Louis Delétraz Robert Kubica     |
| LMGTE Am  | #33 Corvette Racing    | Ben Keating Nick Catsburg Nicolás Varrone    |

A 2023-as FIA World Endurance Championship szezon a széria történetének 11. szezonja volt. Nemzetközi Automobil Szövetség (FIA) és a Automobile Club de l'Ouest (ACO) közös szervezésével került megrendezésre. 
Két Le Mans-prototípus (Hypercar, LMP2) és az utcai autókból átalakított GT-versenyautók (LMGTE Am) alkották a három kategóriájú bajnokságot. 2023-ra megszűnt az LMGTE Pro, valamint az LMP2 alkategóriája, a Pro/Am értékelés is.
Az összetett pontrendszer bajnokai a 8-as rajtszámú gyári Toyota Gazzo Racing versenyzői, Brendon Hartley, Hirakava Rjó és Sébastien Buemi lettek.

## Versenynaptár
2022. szeptember 29-én a WEC a hivatalos honlapján és YouTube-csatornáján is bejelentették a 2023-as naptárat, amely a 2022-es szezon hat futamát tartalmazza, valamint egy visszatérőt is, Portugáliában, az Algarve pályán, ezúttal egy 6 órás versenynél.
| Forduló | Verseny                       | Pálya                         | Helyszín                           | Dátum          | Pályarajz |
| ------- | ----------------------------- | ----------------------------- | ---------------------------------- | -------------- | --------- |
| 1       | Sebringi 12 órás autóverseny  | Sebring International Raceway | Sebring, Florida, Egyesült Államok | március 17.    |           |
| 2       | Portimãoi 6 órás verseny      | Algarve International Circuit | Portimão, Algarve, Portugália      | április 16.    |           |
| 3       | Spái 6 órás verseny           | Circuit de Spa-Francorchamps  | Spa, Belgium                       | április 29.    |           |
| 4       | Le Mans-i 24 órás autóverseny | Circuit de la Sarthe          | Le Mans, Franciaország             | június 10–11.  |           |
| 5       | Monzai 6 órás verseny         | Autodromo Nazionale di Monza  | Monza, Olaszország                 | július 9.      |           |
| 6       | Fuji 6 órás verseny           | Fuji Speedway                 | Ojama, Japán                       | szeptember 10. |           |
| 7       | Bahreini 6 órás verseny       | Bahrain International Circuit | Szahír, Bahrein                    | november 4.    |           |

## Csapatok és versenyzők

### Hypercar
| Hypercar                  | Hypercar                | Hypercar                       | Hypercar               | Hypercar | Hypercar | Hypercar               | Hypercar |
| Csapat                    | Autó                    | Motor                          | Hybrid                 | Abroncs  | #        | Versenyzők             | Forduló  |
| ------------------------- | ----------------------- | ------------------------------ | ---------------------- | -------- | -------- | ---------------------- | -------- |
| Cadillac Racing           | Cadillac V-Series.R     | Cadillac LMC55R 5.5 L V8       | Hybrid                 | M        | 2        | Earl Bamber            | Összes   |
| Cadillac Racing           | Cadillac V-Series.R     | Cadillac LMC55R 5.5 L V8       | Hybrid                 | M        | 2        | Alex Lynn              | Összes   |
| Cadillac Racing           | Cadillac V-Series.R     | Cadillac LMC55R 5.5 L V8       | Hybrid                 | M        | 2        | Richard Westbrook      | Összes   |
| Floyd Vanwall Racing Team | Vanwall Vandervell 680  | Gibson GL458 4.5 L V8          |                        | M        | 4        | Esteban Guerrieri      | Összes   |
| Floyd Vanwall Racing Team | Vanwall Vandervell 680  | Gibson GL458 4.5 L V8          | Tom Dillmann           | M        | 4        | 1–4                    |          |
| Floyd Vanwall Racing Team | Vanwall Vandervell 680  | Gibson GL458 4.5 L V8          | Jacques Villeneuve     | M        | 4        | 1–3                    |          |
| Floyd Vanwall Racing Team | Vanwall Vandervell 680  | Gibson GL458 4.5 L V8          | Tristan Vautier        | M        | 4        | 4–7                    |          |
| Floyd Vanwall Racing Team | Vanwall Vandervell 680  | Gibson GL458 4.5 L V8          | João Paulo de Oliveira | M        | 4        | 5–6                    |          |
| Floyd Vanwall Racing Team | Vanwall Vandervell 680  | Gibson GL458 4.5 L V8          | Ryan Briscoe           | M        | 4        | 7                      |          |
| Porsche Penske Motorsport | Porsche 963             | Porsche 9RD 4.6 L Turbo V8     | Hybrid                 | M        | 5        | Dane Cameron           | Összes   |
| Porsche Penske Motorsport | Porsche 963             | Porsche 9RD 4.6 L Turbo V8     | Hybrid                 | M        | 5        | Michael Christensen    | Összes   |
| Porsche Penske Motorsport | Porsche 963             | Porsche 9RD 4.6 L Turbo V8     | Hybrid                 | M        | 5        | Frédéric Makowiecki    | Összes   |
| Porsche Penske Motorsport | Porsche 963             | Porsche 9RD 4.6 L Turbo V8     | Hybrid                 | M        | 6        | Kévin Estre            | Összes   |
| Porsche Penske Motorsport | Porsche 963             | Porsche 9RD 4.6 L Turbo V8     | Hybrid                 | M        | 6        | André Lotterer         | Összes   |
| Porsche Penske Motorsport | Porsche 963             | Porsche 9RD 4.6 L Turbo V8     | Hybrid                 | M        | 6        | Laurens Vanthoor       | Összes   |
| Toyota Gazoo Racing       | Toyota GR010 Hybrid     | Toyota H8909 3.5 L Turbo V6    | Hybrid                 | M        | 7        | Mike Conway            | Összes   |
| Toyota Gazoo Racing       | Toyota GR010 Hybrid     | Toyota H8909 3.5 L Turbo V6    | Hybrid                 | M        | 7        | Kobajasi Kamui         | Összes   |
| Toyota Gazoo Racing       | Toyota GR010 Hybrid     | Toyota H8909 3.5 L Turbo V6    | Hybrid                 | M        | 7        | José María López       | Összes   |
| Toyota Gazoo Racing       | Toyota GR010 Hybrid     | Toyota H8909 3.5 L Turbo V6    | Hybrid                 | M        | 8        | Sébastien Buemi        | Összes   |
| Toyota Gazoo Racing       | Toyota GR010 Hybrid     | Toyota H8909 3.5 L Turbo V6    | Hybrid                 | M        | 8        | Brendon Hartley        | Összes   |
| Toyota Gazoo Racing       | Toyota GR010 Hybrid     | Toyota H8909 3.5 L Turbo V6    | Hybrid                 | M        | 8        | Hirakava Rjó           | Összes   |
| Hertz Team Jota           | Porsche 963             | Porsche 9RD 4.6 L Turbo V8     | Hybrid                 | M        | 38       | António Félix da Costa | 3–7      |
| Hertz Team Jota           | Porsche 963             | Porsche 9RD 4.6 L Turbo V8     | Hybrid                 | M        | 38       | Will Stevens           | 3–7      |
| Hertz Team Jota           | Porsche 963             | Porsche 9RD 4.6 L Turbo V8     | Hybrid                 | M        | 38       | Dzse Dzsefej           | 3–7      |
| Ferrari AF Corse          | Ferrari 499P            | Ferrari F163 3.0 L Turbo V6    | Hybrid                 | M        | 50       | Antonio Fuoco          | Összes   |
| Ferrari AF Corse          | Ferrari 499P            | Ferrari F163 3.0 L Turbo V6    | Hybrid                 | M        | 50       | Miguel Molina          | Összes   |
| Ferrari AF Corse          | Ferrari 499P            | Ferrari F163 3.0 L Turbo V6    | Hybrid                 | M        | 50       | Nicklas Nielsen        | Összes   |
| Ferrari AF Corse          | Ferrari 499P            | Ferrari F163 3.0 L Turbo V6    | Hybrid                 | M        | 51       | James Calado           | Összes   |
| Ferrari AF Corse          | Ferrari 499P            | Ferrari F163 3.0 L Turbo V6    | Hybrid                 | M        | 51       | Antonio Giovinazzi     | Összes   |
| Ferrari AF Corse          | Ferrari 499P            | Ferrari F163 3.0 L Turbo V6    | Hybrid                 | M        | 51       | Alessandro Pier Guidi  | Összes   |
| Peugeot TotalEnergies     | Peugeot 9X8             | Peugeot X6H 2.6 L Turbo V6     | Hybrid                 | M        | 93       | Paul di Resta          | Összes   |
| Peugeot TotalEnergies     | Peugeot 9X8             | Peugeot X6H 2.6 L Turbo V6     | Hybrid                 | M        | 93       | Mikkel Jensen          | Összes   |
| Peugeot TotalEnergies     | Peugeot 9X8             | Peugeot X6H 2.6 L Turbo V6     | Hybrid                 | M        | 93       | Jean-Éric Vergne       | Összes   |
| Peugeot TotalEnergies     | Peugeot 9X8             | Peugeot X6H 2.6 L Turbo V6     | Hybrid                 | M        | 94       | Loïc Duval             | Összes   |
| Peugeot TotalEnergies     | Peugeot 9X8             | Peugeot X6H 2.6 L Turbo V6     | Hybrid                 | M        | 94       | Gustavo Menezes        | Összes   |
| Peugeot TotalEnergies     | Peugeot 9X8             | Peugeot X6H 2.6 L Turbo V6     | Hybrid                 | M        | 94       | Nico Müller            | 1–5, 7   |
| Peugeot TotalEnergies     | Peugeot 9X8             | Peugeot X6H 2.6 L Turbo V6     | Hybrid                 | M        | 94       | Stoffel Vandoorne      | 6        |
| Proton Competition        | Porsche 963             | Porsche 9RD 4.6 L Turbo V8     | Hybrid                 | M        | 99       | Gianmaria Bruni        | 5–7      |
| Proton Competition        | Porsche 963             | Porsche 9RD 4.6 L Turbo V8     | Hybrid                 | M        | 99       | Neel Jani              | 5–7      |
| Proton Competition        | Porsche 963             | Porsche 9RD 4.6 L Turbo V8     | Hybrid                 | M        | 99       | Harry Tincknell        | 5–7      |
| Glickenhaus Racing        | Glickenhaus SCG 007 LMH | Glickenhaus P21 3.5 L Turbo V8 |                        | M        | 708      | Romain Dumas           | 1–5      |
| Glickenhaus Racing        | Glickenhaus SCG 007 LMH | Glickenhaus P21 3.5 L Turbo V8 | Olivier Pla            | M        | 708      | 1–5                    |          |
| Glickenhaus Racing        | Glickenhaus SCG 007 LMH | Glickenhaus P21 3.5 L Turbo V8 | Ryan Briscoe           | M        | 708      | 1–2, 4                 |          |
| Glickenhaus Racing        | Glickenhaus SCG 007 LMH | Glickenhaus P21 3.5 L Turbo V8 | Franck Mailleux        | M        | 708      | 3                      |          |
| Glickenhaus Racing        | Glickenhaus SCG 007 LMH | Glickenhaus P21 3.5 L Turbo V8 | Nathanaël Berthon      | M        | 708      | 5                      |          |

### LMP2
A 2017-ben bevezetett LMP2-es szabályrendszer szerint minden csapatnak kötelező volt ugyanazt a Gibson GK428 V8-as erőforrást használni. 
| LMP2                      | LMP2     | LMP2    | LMP2 | LMP2                     | LMP2        | LMP2 |
| Csapat                    | Autó     | Abroncs | #    | Versenyzők               | Forduló     |      |
| ------------------------- | -------- | ------- | ---- | ------------------------ | ----------- | ---- |
| Prema Racing              | Oreca 07 | G       | 9    | Filip Ugran              | Összes      |      |
| Prema Racing              | Oreca 07 | G       | 9    | Bent Viscaal             | Összes      |      |
| Prema Racing              | Oreca 07 | G       | 9    | Andrea Caldarelli        | 1, 3, 5     |      |
| Prema Racing              | Oreca 07 | G       | 9    | Juan Manuel Correa       | 2, 4, 6–7   |      |
| Prema Racing              | Oreca 07 | G       | 63   | Daniil Kvyat             | Összes      |      |
| Prema Racing              | Oreca 07 | G       | 63   | Doriane Pin              | Összes      |      |
| Prema Racing              | Oreca 07 | G       | 63   | Mirko Bortolotti         | 1–4, 7      |      |
| Prema Racing              | Oreca 07 | G       | 63   | Mathias Beche            | 5           |      |
| Prema Racing              | Oreca 07 | G       | 63   | Andrea Caldarelli        | 6           |      |
| Vector Sport              | Oreca 07 | G       | 10   | Gabriel Aubry            | Összes      |      |
| Vector Sport              | Oreca 07 | G       | 10   | Ryan Cullen              | Összes      |      |
| Vector Sport              | Oreca 07 | G       | 10   | Matthias Kaiser          | Összes      |      |
| United Autosports         | Oreca 07 | G       | 22   | Philip Hanson            | Összes      |      |
| United Autosports         | Oreca 07 | G       | 22   | Frederick Lubin          | Összes      |      |
| United Autosports         | Oreca 07 | G       | 22   | Filipe Albuquerque       | 1, 3–4, 6–7 |      |
| United Autosports         | Oreca 07 | G       | 22   | Ben Hanley               | 2, 5        |      |
| United Autosports         | Oreca 07 | G       | 23   | Oliver Jarvis            | Összes      |      |
| United Autosports         | Oreca 07 | G       | 23   | Josh Pierson             | Összes      |      |
| United Autosports         | Oreca 07 | G       | 23   | Tom Blomqvist            | 1, 3–4, 7   |      |
| United Autosports         | Oreca 07 | G       | 23   | Giedo van der Garde      | 2, 5        |      |
| United Autosports         | Oreca 07 | G       | 23   | Ben Hanley               | 6           |      |
| Jota                      | Oreca 07 | G       | 28   | Pietro Fittipaldi        | Összes      |      |
| Jota                      | Oreca 07 | G       | 28   | David Heinemeier Hansson | Összes      |      |
| Jota                      | Oreca 07 | G       | 28   | Oliver Rasmussen         | Összes      |      |
| Team WRT                  | Oreca 07 | G       | 31   | Robin Frijns             | Összes      |      |
| Team WRT                  | Oreca 07 | G       | 31   | Sean Gelael              | Összes      |      |
| Team WRT                  | Oreca 07 | G       | 31   | Habsburg Ferdinánd       | Összes      |      |
| Team WRT                  | Oreca 07 | G       | 41   | Rui Andrade              | Összes      |      |
| Team WRT                  | Oreca 07 | G       | 41   | Louis Delétraz           | Összes      |      |
| Team WRT                  | Oreca 07 | G       | 41   | Robert Kubica            | Összes      |      |
| Inter Europol Competition | Oreca 07 | G       | 34   | Albert Costa             | Összes      |      |
| Inter Europol Competition | Oreca 07 | G       | 34   | Fabio Scherer            | Összes      |      |
| Inter Europol Competition | Oreca 07 | G       | 34   | Jakub Śmiechowski        | Összes      |      |
| Alpine Elf Team           | Oreca 07 | G       | 35   | Olli Caldwell            | Összes      |      |
| Alpine Elf Team           | Oreca 07 | G       | 35   | André Negrão             | Összes      |      |
| Alpine Elf Team           | Oreca 07 | G       | 35   | Memo Rojas               | Összes      |      |
| Alpine Elf Team           | Oreca 07 | G       | 36   | Julien Canal             | Összes      |      |
| Alpine Elf Team           | Oreca 07 | G       | 36   | Charles Milesi           | Összes      |      |
| Alpine Elf Team           | Oreca 07 | G       | 36   | Matthieu Vaxivière       | Összes      |      |

### LMGTE Am
| LMGTE Am               | LMGTE Am                 | LMGTE Am                         | LMGTE Am | LMGTE Am | LMGTE Am              | LMGTE Am    |
| Csapat                 | Autó                     | Motor                            | Abroncs  | #        | Versenyzők            | Forduló     |
| ---------------------- | ------------------------ | -------------------------------- | -------- | -------- | --------------------- | ----------- |
| AF Corse               | Ferrari 488 GTE Evo      | Ferrari F154CB 3.9 L Turbo V8    | M        | 21       | Simon Mann            | Összes      |
| AF Corse               | Ferrari 488 GTE Evo      | Ferrari F154CB 3.9 L Turbo V8    | M        | 21       | Ulysse de Pauw        | 1–5         |
| AF Corse               | Ferrari 488 GTE Evo      | Ferrari F154CB 3.9 L Turbo V8    | M        | 21       | Kozzolino Kei         | 6–7         |
| AF Corse               | Ferrari 488 GTE Evo      | Ferrari F154CB 3.9 L Turbo V8    | M        | 21       | Stefano Costantini    | 1           |
| AF Corse               | Ferrari 488 GTE Evo      | Ferrari F154CB 3.9 L Turbo V8    | M        | 21       | Diego Alessi          | 2–3         |
| AF Corse               | Ferrari 488 GTE Evo      | Ferrari F154CB 3.9 L Turbo V8    | M        | 21       | Julien Piguet         | 4–5         |
| AF Corse               | Ferrari 488 GTE Evo      | Ferrari F154CB 3.9 L Turbo V8    | M        | 21       | Koizumi Hirosi        | 6           |
| AF Corse               | Ferrari 488 GTE Evo      | Ferrari F154CB 3.9 L Turbo V8    | M        | 21       | Franck Dezoteux       | 7           |
| AF Corse               | Ferrari 488 GTE Evo      | Ferrari F154CB 3.9 L Turbo V8    | M        | 54       | Francesco Castellacci | Összes      |
| AF Corse               | Ferrari 488 GTE Evo      | Ferrari F154CB 3.9 L Turbo V8    | M        | 54       | Thomas Flohr          | Összes      |
| AF Corse               | Ferrari 488 GTE Evo      | Ferrari F154CB 3.9 L Turbo V8    | M        | 54       | Davide Rigon          | Összes      |
| Richard Mille AF Corse | Ferrari 488 GTE Evo      | Ferrari F154CB 3.9 L Turbo V8    | M        | 83       | Luis Pérez Companc    | Összes      |
| Richard Mille AF Corse | Ferrari 488 GTE Evo      | Ferrari F154CB 3.9 L Turbo V8    | M        | 83       | Alessio Rovera        | Összes      |
| Richard Mille AF Corse | Ferrari 488 GTE Evo      | Ferrari F154CB 3.9 L Turbo V8    | M        | 83       | Lilou Wadoux          | Összes      |
| ORT by TF              | Aston Martin Vantage AMR | Aston Martin M177 4.0 L Turbo V8 | M        | 25       | Ahmad Al Harthy       | Összes      |
| ORT by TF              | Aston Martin Vantage AMR | Aston Martin M177 4.0 L Turbo V8 | M        | 25       | Michael Dinan         | Összes      |
| ORT by TF              | Aston Martin Vantage AMR | Aston Martin M177 4.0 L Turbo V8 | M        | 25       | Charlie Eastwood      | Összes      |
| D'Station Racing       | Aston Martin Vantage AMR | Aston Martin M177 4.0 L Turbo V8 | M        | 777      | Fudzsii Tomonobú      | Összes      |
| D'Station Racing       | Aston Martin Vantage AMR | Aston Martin M177 4.0 L Turbo V8 | M        | 777      | Casper Stevenson      | Összes      |
| D'Station Racing       | Aston Martin Vantage AMR | Aston Martin M177 4.0 L Turbo V8 | M        | 777      | Hosino Szatosi        | 1–6         |
| D'Station Racing       | Aston Martin Vantage AMR | Aston Martin M177 4.0 L Turbo V8 | M        | 777      | Liam Talbot           | 7           |
| Corvette Racing        | Chevrolet Corvette C8.R  | Chevrolet LT2 5.5 L V8           | M        | 33       | Nick Catsburg         | Összes      |
| Corvette Racing        | Chevrolet Corvette C8.R  | Chevrolet LT2 5.5 L V8           | M        | 33       | Ben Keating           | Összes      |
| Corvette Racing        | Chevrolet Corvette C8.R  | Chevrolet LT2 5.5 L V8           | M        | 33       | Nicolás Varrone       | Összes      |
| Project 1 – AO         | Porsche 911 RSR-19       | Porsche M97/80 4.2 L Flat-6      | M        | 56       | Matteo Cairoli        | Összes      |
| Project 1 – AO         | Porsche 911 RSR-19       | Porsche M97/80 4.2 L Flat-6      | M        | 56       | P. J. Hyett           | 1, 3–4, 6–7 |
| Project 1 – AO         | Porsche 911 RSR-19       | Porsche M97/80 4.2 L Flat-6      | M        | 56       | Gunnar Jeannette      | 1, 3–4, 6–7 |
| Project 1 – AO         | Porsche 911 RSR-19       | Porsche M97/80 4.2 L Flat-6      | M        | 56       | Guilherme Oliveira    | 2, 5        |
| Project 1 – AO         | Porsche 911 RSR-19       | Porsche M97/80 4.2 L Flat-6      | M        | 56       | Miguel Ramos          | 2           |
| Project 1 – AO         | Porsche 911 RSR-19       | Porsche M97/80 4.2 L Flat-6      | M        | 56       | Efrin Castro          | 5           |
| Kessel Racing          | Ferrari 488 GTE Evo      | Ferrari F154CB 3.9 L Turbo V8    | M        | 57       | Kimura Takesi         | Összes      |
| Kessel Racing          | Ferrari 488 GTE Evo      | Ferrari F154CB 3.9 L Turbo V8    | M        | 57       | Scott Huffaker        | 1–6         |
| Kessel Racing          | Ferrari 488 GTE Evo      | Ferrari F154CB 3.9 L Turbo V8    | M        | 57       | Daniel Serra          | 1–4, 7      |
| Kessel Racing          | Ferrari 488 GTE Evo      | Ferrari F154CB 3.9 L Turbo V8    | M        | 57       | Kozzolino Kei         | 5           |
| Kessel Racing          | Ferrari 488 GTE Evo      | Ferrari F154CB 3.9 L Turbo V8    | M        | 57       | Mijata Ritomo         | 6           |
| Kessel Racing          | Ferrari 488 GTE Evo      | Ferrari F154CB 3.9 L Turbo V8    | M        | 57       | Esteban Masson        | 7           |
| Iron Lynx              | Porsche 911 RSR-19       | Porsche M97/80 4.2 L Flat-6      | M        | 60       | Matteo Cressoni       | Összes      |
| Iron Lynx              | Porsche 911 RSR-19       | Porsche M97/80 4.2 L Flat-6      | M        | 60       | Alessio Picariello    | Összes      |
| Iron Lynx              | Porsche 911 RSR-19       | Porsche M97/80 4.2 L Flat-6      | M        | 60       | Claudio Schiavoni     | Összes      |
| Iron Dames             | Porsche 911 RSR-19       | Porsche M97/80 4.2 L Flat-6      | M        | 85       | Sarah Bovy            | Összes      |
| Iron Dames             | Porsche 911 RSR-19       | Porsche M97/80 4.2 L Flat-6      | M        | 85       | Rahel Frey            | Összes      |
| Iron Dames             | Porsche 911 RSR-19       | Porsche M97/80 4.2 L Flat-6      | M        | 85       | Michelle Gatting      | Összes      |
| Dempsey-Proton Racing  | Porsche 911 RSR-19       | Porsche M97/80 4.2 L Flat-6      | M        | 77       | Julien Andlauer       | Összes      |
| Dempsey-Proton Racing  | Porsche 911 RSR-19       | Porsche M97/80 4.2 L Flat-6      | M        | 77       | Christian Ried        | Összes      |
| Dempsey-Proton Racing  | Porsche 911 RSR-19       | Porsche M97/80 4.2 L Flat-6      | M        | 77       | Mikkel O. Pedersen    | Összes      |
| Proton Competition     | Porsche 911 RSR-19       | Porsche M97/80 4.2 L Flat-6      | M        | 88       | Harry Tincknell       | 1–4         |
| Proton Competition     | Porsche 911 RSR-19       | Porsche M97/80 4.2 L Flat-6      | M        | 88       | Ryan Hardwick         | 1–3         |
| Proton Competition     | Porsche 911 RSR-19       | Porsche M97/80 4.2 L Flat-6      | M        | 88       | Zacharie Robichon     | 1–3         |
| Proton Competition     | Porsche 911 RSR-19       | Porsche M97/80 4.2 L Flat-6      | M        | 88       | Jonas Ried            | 4           |
| Proton Competition     | Porsche 911 RSR-19       | Porsche M97/80 4.2 L Flat-6      | M        | 88       | Don Yount             | 4           |
| GR Racing              | Porsche 911 RSR-19       | Porsche M97/80 4.2 L Flat-6      | M        | 86       | Ben Barker            | Összes      |
| GR Racing              | Porsche 911 RSR-19       | Porsche M97/80 4.2 L Flat-6      | M        | 86       | Riccardo Pera         | Összes      |
| GR Racing              | Porsche 911 RSR-19       | Porsche M97/80 4.2 L Flat-6      | M        | 86       | Michael Wainwright    | Összes      |
| NorthWest AMR[a]       | Aston Martin Vantage AMR | Aston Martin M177 4.0 L Turbo V8 | M        | 98       | Paul Dalla Lana       | 1–2         |
| NorthWest AMR[a]       | Aston Martin Vantage AMR | Aston Martin M177 4.0 L Turbo V8 | M        | 98       | Axcil Jefferies       | 1–2         |
| NorthWest AMR[a]       | Aston Martin Vantage AMR | Aston Martin M177 4.0 L Turbo V8 | M        | 98       | Nicki Thiim           | 1–2         |
| NorthWest AMR[a]       | Aston Martin Vantage AMR | Aston Martin M177 4.0 L Turbo V8 | M        | 98       | Ian James             | 3–4, 6–7    |
| NorthWest AMR[a]       | Aston Martin Vantage AMR | Aston Martin M177 4.0 L Turbo V8 | M        | 98       | Daniel Mancinelli     | 3–4, 6–7    |
| NorthWest AMR[a]       | Aston Martin Vantage AMR | Aston Martin M177 4.0 L Turbo V8 | M        | 98       | Alex Riberas          | 3–4, 6–7    |

## Eredmények

### Összefoglaló
Az alábbi táblázatban a Hypercar versenyzők és a többi kategória győztesei voltak láthatóak, akik nevezve lettek a teljes WEC-szezonra. Előfordulhat, hogy vendégversenyzők nyerték az adott versenyt.
| Forduló | Pálya    | Hypercar győztes                                      | LMP2 győztes                                                | LMGTE Am győztes                                  |
| ------- | -------- | ----------------------------------------------------- | ----------------------------------------------------------- | ------------------------------------------------- |
| 1       | Sebring  | #7 Toyota Gazoo Racing                                | #22 United Autosports[b]                                    | #33 Corvette Racing                               |
| 1       | Sebring  | Mike Conway Kobajasi Kamui José María López           | Filipe Albuquerque Philip Hanson Frederick Lubin            | Nick Catsburg Ben Keating Nicolás Varrone         |
| 2       | Portimão | #8 Toyota Gazoo Racing                                | #23 United Autosports                                       | #33 Corvette Racing                               |
| 2       | Portimão | Sébastien Buemi Brendon Hartley Hirakava Rjó          | Giedo van der Garde Oliver Jarvis Josh Pierson              | Nick Catsburg Ben Keating Nicolás Varrone         |
| 3       | Spa      | #7 Toyota Gazoo Racing                                | #41 Team WRT                                                | #83 Richard Mille AF Corse                        |
| 3       | Spa      | Mike Conway Kobajasi Kamui José María López           | Rui Andrade Louis Delétraz Robert Kubica                    | Luis Pérez Companc Alessio Rovera Lilou Wadoux    |
| 4       | Le Mans  | #51 Ferrari AF Corse                                  | #34 Inter Europol Competition                               | #33 Corvette Racing                               |
| 4       | Le Mans  | James Calado Antonio Giovinazzi Alessandro Pier Guidi | Albert Costa Fabio Scherer Jakub Śmiechowski                | Nick Catsburg Ben Keating Nicolás Varrone         |
| 5       | Monza    | #7 Toyota Gazoo Racing                                | #28 Jota                                                    | #77 Dempsey – Proton Competition                  |
| 5       | Monza    | Mike Conway Kobajasi Kamui José María López           | Pietro Fittipaldi David Heinemeier Hansson Oliver Rasmussen | Christian Ried Mikkel O. Pedersen Julien Andlauer |
| 6       | Fuji     | #7 Toyota Gazoo Racing                                | #41 Team WRT                                                | #54 AF Corse                                      |
| 6       | Fuji     | Mike Conway Kobajasi Kamui José María López           | Rui Andrade Louis Delétraz Robert Kubica                    | Francesco Castellacci Thomas Flohr Davide Rigon   |
| 7       | Bahrain  | #8 Toyota Gazoo Racing                                | #41 Team WRT                                                | #85 Iron Dames                                    |
| 7       | Bahrain  | Sébastien Buemi Brendon Hartley Hirakava Rjó          | Rui Andrade Louis Delétraz Robert Kubica                    | Sarah Bovy Rahel Frey Michelle Gatting            |

### Pontrendszer
| Versenytáv | 1. | 2. | 3. | 4. | 5. | 6. | 7. | 8. | 9. | 10. | 11.– | Pole |
| ---------- | -- | -- | -- | -- | -- | -- | -- | -- | -- | --- | ---- | ---- |
| 6 óra      | 25 | 18 | 15 | 12 | 10 | 8  | 6  | 4  | 2  | 1   | 0,5  | 1    |
| 8 óra      | 38 | 27 | 23 | 18 | 15 | 12 | 9  | 6  | 3  | 2   | 1    | 1    |
| 24 óra     | 50 | 36 | 30 | 24 | 20 | 16 | 12 | 8  | 4  | 2   | 1    | 1    |

### Versenyzők bajnoksága

#### Hypercar versenyzők
| Helyezés | Versenyző              | Csapat                    | USA | POR | SPA | LMS | MNZ | JPN | BHR | Pont |
| -------- | ---------------------- | ------------------------- | --- | --- | --- | --- | --- | --- | --- | ---- |
| 1.       | Sébastien Buemi        | Toyota Gazoo Racing       | 2   | 1   | 2   | 2   | 6   | 2   | 1   | 172  |
| 1.       | Brendon Hartley        | Toyota Gazoo Racing       | 2   | 1   | 2   | 2   | 6   | 2   | 1   | 172  |
| 1.       | Hirakava Rjó           | Toyota Gazoo Racing       | 2   | 1   | 2   | 2   | 6   | 2   | 1   | 172  |
| 2.       | Mike Conway            | Toyota Gazoo Racing       | 1   | 9   | 1   | Ki  | 1   | 1   | 2   | 145  |
| 2.       | Kobajasi Kamui         | Toyota Gazoo Racing       | 1   | 9   | 1   | Ki  | 1   | 1   | 2   | 145  |
| 2.       | José María López       | Toyota Gazoo Racing       | 1   | 9   | 1   | Ki  | 1   | 1   | 2   | 145  |
| 3.       | Antonio Fuoco          | Ferrari AF Corse          | 3   | 2   | Ki  | 4   | 2   | 4   | 3   | 120  |
| 3        | Miguel Molina          | Ferrari AF Corse          | 3   | 2   | Ki  | 4   | 2   | 4   | 3   | 120  |
| 3.       | Nicklas Nielsen        | Ferrari AF Corse          | 3   | 2   | Ki  | 4   | 2   | 4   | 3   | 120  |
| 4.       | James Calado           | Ferrari AF Corse          | 7   | 6   | 3   | 1   | 5   | 5   | 6   | 114  |
| 4.       | Antonio Giovinazzi     | Ferrari AF Corse          | 7   | 6   | 3   | 1   | 5   | 5   | 6   | 114  |
| 4.       | Alessandro Pier Guidi  | Ferrari AF Corse          | 7   | 6   | 3   | 1   | 5   | 5   | 6   | 114  |
| 5.       | Earl Bamber            | Cadillac Racing           | 4   | 4   | 5   | 3   | 10  | 10  | 11  | 72   |
| 5.       | Alex Lynn              | Cadillac Racing           | 4   | 4   | 5   | 3   | 10  | 10  | 11  | 72   |
| 5.       | Richard Westbrook      | Cadillac Racing           | 4   | 4   | 5   | 3   | 10  | 10  | 11  | 72   |
| 6.       | Kévin Estre            | Porsche Penske Motorsport | 6   | 3   | Ki  | 8   | 7   | 3   | 5   | 71   |
| 6.       | André Lotterer         | Porsche Penske Motorsport | 6   | 3   | Ki  | 8   | 7   | 3   | 5   | 71   |
| 6.       | Laurens Vanthoor       | Porsche Penske Motorsport | 6   | 3   | Ki  | 8   | 7   | 3   | 5   | 71   |
| 7.       | Dane Cameron           | Porsche Penske Motorsport | 5   | 10  | 4   | 7   | 4   | 12  | 7   | 61   |
| 7.       | Michael Christensen    | Porsche Penske Motorsport | 5   | 10  | 4   | 7   | 4   | 12  | 7   | 61   |
| 7.       | Frédéric Makowiecki    | Porsche Penske Motorsport | 5   | 10  | 4   | 7   | 4   | 12  | 7   | 61   |
| 8.       | Mikkel Jensen          | Peugeot TotalEnergies     | 9   | 7   | 8   | 6   | 3   | 8   | 9   | 51   |
| 8        | Paul di Resta          | Peugeot TotalEnergies     | 9   | 7   | 8   | 6   | 3   | 8   | 9   | 51   |
| 8.       | Jean-Éric Vergne       | Peugeot TotalEnergies     | 9   | 7   | 8   | 6   | 3   | 8   | 9   | 51   |
| 9.       | António Félix da Costa | Hertz Team Jota           |     |     | 6   | 10  | 9   | 6   | 4   | 38   |
| 9.       | Will Stevens           | Hertz Team Jota           |     |     | 6   | 10  | 9   | 6   | 4   | 38   |
| 9.       | Dzse Dzsefej           | Hertz Team Jota           |     |     | 6   | 10  | 9   | 6   | 4   | 38   |
| 10.      | Romain Dumas           | Glickenhaus Racing        | Ki  | 8   | 7   | 5   | 8   |     |     | 34   |
| 10.      | Olivier Pla            | Glickenhaus Racing        | Ki  | 8   | 7   | 5   | 8   |     |     | 34   |
| 11.      | Loïc Duval             | Peugeot TotalEnergies     | HN  | 5   | 9   | 9   | 11  | 7   | 8   | 28   |
| 11.      | Gustavo Menezes        | Peugeot TotalEnergies     | HN  | 5   | 9   | 9   | 11  | 7   | 8   | 28   |
| 12.      | Ryan Briscoe           | Glickenhaus Racing        | Ki  | 8   |     | 5   |     |     |     | 24   |
| 12.      | Ryan Briscoe           | Floyd Vanwall Racing Team |     |     |     |     |     |     | 12  | 24   |
| 13.      | Nico Müller            | Peugeot TotalEnergies     | HN  | 5   | 9   | 9   | 11  |     | 8   | 22   |
| 14.      | Franck Mailleux        | Glickenhaus Racing        |     |     | 7   |     |     |     |     | 6    |
| 15.      | Stoffel Vandoorne      | Peugeot TotalEnergies     |     |     |     |     |     | 7   |     | 6    |
| 16.      | Esteban Guerrieri      | Floyd Vanwall Racing Team | 8   | Ki  | Ki  | Ki  | 12  | 11  | 12  | 6    |
| 17.      | Tom Dillmann           | Floyd Vanwall Racing Team | 8   | Ki  | Ki  | Ki  |     |     |     | 6    |
| 18.      | Jacques Villeneuve     | Floyd Vanwall Racing Team | 8   | Ki  | Ki  |     |     |     |     | 6    |
| 19.      | Nathanaël Berthon      | Glickenhaus Racing        |     |     |     |     | 8   |     |     | 4    |
| 20.      | Gianmaria Bruni        | Proton Competition        |     |     |     |     | Ki  | 9   | 10  | 4    |
| 20.      | Neel Jani              | Proton Competition        |     |     |     |     | Ki  | 9   | 10  | 4    |
| 20.      | Harry Tincknell        | Proton Competition        |     |     |     |     | Ki  | 9   | 10  | 4    |
| 21.      | Tristan Vautier        | Floyd Vanwall Racing Team |     |     |     | Ki  | 12  | 11  | 12  | 0    |
| 22.      | João Paulo de Oliveira | Floyd Vanwall Racing Team |     |     |     |     | 12  | 11  |     | 0    |
| Helyezés | Versenyző              | Csapat                    | USA | POR | SPA | LMS | MNZ | JPN | BHR | Pont |

| Szín   | Eredmény                                      |
| ------ | --------------------------------------------- |
| Arany  | Győztes                                       |
| Ezüst  | 2. helyezett                                  |
| Bronz  | 3. helyezett                                  |
| Zöld   | Pontot szerzett                               |
| Kék    | Pont nélkül vagy helyezetlenül ért célba (Hn) |
| Lila   | Nem ért célba (Ki)                            |
| Piros  | Nem kvalifikálta magát (Nk)                   |
| Fekete | Diszkvalifikálták (Kiz)                       |
| Fehér  | Nem indult (Ni)                               |
| Fehér  | Visszalépett (Vi)                             |
| Fehér  | Verseny törölve (T)                           |
| Üres   | Nem vett részt                                |
| Üres   | Kizárt (EX)                                   |

#### LMP2 versenyzők
| Helyezés | Versenyző                | Csapat                    | USA | POR | SPA | LMS | MNZ | JPN | BHR | Pont |
| -------- | ------------------------ | ------------------------- | --- | --- | --- | --- | --- | --- | --- | ---- |
| 1.       | Rui Andrade              | Team WRT                  | 4   | 3   | 1   | 2   | 3   | 1   | 1   | 173  |
| 1.       | Louis Delétraz           | Team WRT                  | 4   | 3   | 1   | 2   | 3   | 1   | 1   | 173  |
| 1.       | Robert Kubica            | Team WRT                  | 4   | 3   | 1   | 2   | 3   | 1   | 1   | 173  |
| 2.       | Albert Costa             | Inter Europol Competition | 3   | 9   | 3   | 1   | 5   | 9   | 6   | 114  |
| 2.       | Fabio Scherer            | Inter Europol Competition | 3   | 9   | 3   | 1   | 5   | 9   | 6   | 114  |
| 2.       | Jakub Śmiechowski        | Inter Europol Competition | 3   | 9   | 3   | 1   | 5   | 9   | 6   | 114  |
| 3.       | Philip Hanson            | United Autosports         | 1   | 2   | 5   | 8   | 6   | 2   | 9   | 104  |
| 3.       | Frederick Lubin          | United Autosports         | 1   | 2   | 5   | 8   | 6   | 2   | 9   | 104  |
| 4.       | Robin Frijns             | Team WRT                  | 6   | 6   | 6   | 4   | Ki  | 3   | 2   | 94   |
| 4.       | Sean Gelael              | Team WRT                  | 6   | 6   | 6   | 4   | Ki  | 3   | 2   | 94   |
| 4.       | Habsburg Ferdinánd       | Team WRT                  | 6   | 6   | 6   | 4   | Ki  | 3   | 2   | 94   |
| 5.       | Oliver Jarvis            | United Auosports          | Ki  | 1   | 2   | 6   | 4   | 4   | 8   | 92   |
| 5.       | Josh Pierson             | United Autosports         | Ki  | 1   | 2   | 6   | 4   | 4   | 8   | 92   |
| 6.       | Pietro Fittipaldi        | Jota                      | 5   | 7   | 9   | 9   | 1   | 6   | 3   | 84   |
| 6.       | David Heinemeier Hansson | Jota                      | 5   | 7   | 9   | 9   | 1   | 6   | 3   | 84   |
| 6.       | Oliver Rasmussen         | Jota                      | 5   | 7   | 9   | 9   | 1   | 6   | 3   | 84   |
| 7.       | Julien Canal             | Alpine Elf Team           | 8   | 8   | 7   | 3   | 2   | 5   | 7   | 83   |
| 7.       | Charles Milesi           | Alpine Elf Team           | 8   | 8   | 7   | 3   | 2   | 5   | 7   | 83   |
| 7.       | Matthieu Vaxivière       | Alpine Elf Team           | 8   | 8   | 7   | 3   | 2   | 5   | 7   | 83   |
| 8.       | Filipe Albuquerque       | United Autosports         | 1   |     | 5   | 8   |     | 2   | 9   | 78   |
| 9.       | Daniil Kvyat             | Prema Racing              | 2   | 4   | 10  | Ki  | 7   | 10  | 5   | 63   |
| 9.       | Doriane Pin              | Prema Racing              | 2   | 4   | 10  | Ki  | 7   | 10  | 5   | 63   |
| 10.      | Filip Ugran              | Prema Racing              | 7   | 5   | 4   | 10  | 9   | 8   | 4   | 57   |
| 10.      | Bent Viscaal             | Prema Racing              | 7   | 5   | 4   | 10  | 9   | 8   | 4   | 57   |
| 11.      | Mirko Bortolotti         | Prema Racing              | 2   | 4   | 10  | Ki  |     |     | 5   | 56   |
| 12.      | Tom Blomqvist            | United Autosports         | Ki  |     | 2   | 6   |     |     | 8   | 43   |
| 13.      | Ben Hanley               | United Autosports         |     | 2   |     |     | 6   | 4   |     | 38   |
| 14.      | Giedo van der Garde      | United Autosports         |     | 1   |     |     | 4   |     |     | 37   |
| 15.      | Juan Manuel Correa       | Prema Racing              |     | 5   |     | 10  |     | 8   | 4   | 34   |
| 16.      | Gabriel Aubry            | Vector Sport              | 9   | 11  | Ki  | 5   | Ki  | 7   | HN  | 29   |
| 16.      | Ryan Cullen              | Vector Sport              | 9   | 11  | Ki  | 5   | Ki  | 7   | HN  | 29   |
| 16.      | Matthias Kaiser          | Vector Sport              | 9   | 11  | Ki  | 5   | Ki  | 7   | HN  | 29   |
| 17.      | Andrea Caldarelli        | Prema Racing              | 7   |     | 4   |     | 9   | 10  |     | 24   |
| 18.      | Olli Caldwell            | Alpine Elf Team           | Ki  | 10  | 8   | 7   | 8   | 11  | 10  | 23   |
| 18.      | André Negrão             | Alpine Elf Team           | Ki  | 10  | 8   | 7   | 8   | 11  | 10  | 23   |
| 18.      | Memo Rojas               | Alpine Elf Team           | Ki  | 10  | 8   | 7   | 8   | 11  | 10  | 23   |
| 19.      | Mathias Beche            | Prema Racing              |     |     |     |     | 7   |     |     | 6    |
| Helyezés | Versenyző                | Csapat                    | USA | POR | SPA | LMS | MNZ | JPN | BHR | Pont |

#### LMGTE Am versenyzők
| Helyezés | Versenyző             | Csapat                 | USA | POR | SPA | LMS | MNZ | JPN | BHR | Pont |
| -------- | --------------------- | ---------------------- | --- | --- | --- | --- | --- | --- | --- | ---- |
| 1.       | Nick Catsburg         | Corvette Racing        | 1   | 1   | 2   | 1   | 4   | 2   | 7   | 173  |
| 1.       | Ben Keating           | Corvette Racing        | 1   | 1   | 2   | 1   | 4   | 2   | 7   | 173  |
| 1.       | Nicolás Varrone       | Corvette Racing        | 1   | 1   | 2   | 1   | 4   | 2   | 7   | 173  |
| 2.       | Sarah Bovy            | Iron Dames             | 8   | 3   | 5   | 4   | 5   | 4   | 1   | 118  |
| 2.       | Rahel Frey            | Iron Dames             | 8   | 3   | 5   | 4   | 5   | 4   | 1   | 118  |
| 2.       | Michelle Gatting      | Iron Dames             | 8   | 3   | 5   | 4   | 5   | 4   | 1   | 118  |
| 3.       | Francesco Castellacci | AF Corse               | 5   | 4   | HN  | 5   | 10  | 1   | 4   | 91   |
| 3.       | Thomas Flohr          | AF Corse               | 5   | 4   | HN  | 5   | 10  | 1   | 4   | 91   |
| 3.       | Davide Rigon          | AF Corse               | 5   | 4   | HN  | 5   | 10  | 1   | 4   | 91   |
| 4.       | Julien Andlauer       | Dempsey-Proton Racing  | 2   | 7   | 9   | Ki  | 1   | 6   | 6   | 80   |
| 4.       | Christian Ried        | Dempsey-Proton Racing  | 2   | 7   | 9   | Ki  | 1   | 6   | 6   | 80   |
| 4.       | Mikkel O. Pedersen    | Dempsey-Proton Racing  | 2   | 7   | 9   | Ki  | 1   | 6   | 6   | 80   |
| 5.       | Ahmad Al Harthy       | ORT by TF              | 9   | 8   | 3   | 2   | 7   | 13  | HN  | 65   |
| 5.       | Michael Dinan         | ORT by TF              | 9   | 8   | 3   | 2   | 7   | 13  | HN  | 65   |
| 5.       | Charlie Eastwood      | ORT by TF              | 9   | 8   | 3   | 2   | 7   | 13  | HN  | 65   |
| 6.       | Ben Barker            | GR Racing              | 7   | 11  | 12  | 3   | 3   | 8   | 8   | 64   |
| 6.       | Riccardo Pera         | GR Racing              | 7   | 11  | 12  | 3   | 3   | 8   | 8   | 64   |
| 6.       | Michael Wainwright    | GR Racing              | 7   | 11  | 12  | 3   | 3   | 8   | 8   | 64   |
| 7.       | Kimura Takesi         | Kessel Racing          | 3   | 10  | 8   | Ki  | Ki  | 3   | 5   | 58   |
| 8.       | Luis Pérez Companc    | Richard Mille AF Corse | Ki  | 2   | 1   | Ki  | 6   | 9   | 9   | 56   |
| 8.       | Alessio Rovera        | Richard Mille AF Corse | Ki  | 2   | 1   | Ki  | 6   | 9   | 9   | 56   |
| 8.       | Lilou Wadoux          | Richard Mille AF Corse | Ki  | 2   | 1   | Ki  | 6   | 9   | 9   | 56   |
| 9.       | Daniel Mancinelli     | NorthWest AMR          |     |     | 7   | 6   |     | 7   | 3   | 51   |
| 9.       | Alex Riberas          | NorthWest AMR          |     |     | 7   | 6   |     | 7   | 3   | 51   |
| 9.       | Ian James             | NorthWest AMR          |     |     | 7   | 6   |     | 7   | 3   | 51   |
| 10.      | Scott Huffaker        | Kessel Racing          | 3   | 10  | 8   | Ki  | Ki  | 3   |     | 43   |
| 11.      | Daniel Serra          | Kessel Racing          | 3   | 10  | 8   | Ki  |     |     | 5   | 43   |
| 12.      | Simon Mann            | AF Corse               | 4   | 5   | 6   | Ki  | 9   | 12  | 11  | 38   |
| 12.      | Ulysse de Pauw        | AF Corse               | 4   | 5   | 6   | Ki  | 9   |     |     | 38   |
| 13.      | Matteo Cairoli        | Project 1 – AO         | 12  | 6   | Vi  | 7   | 8   | 5   | 10  | 36   |
| 14.      | Fudzsii Tomonobú      | D'Station Racing       | 10  | HN  | 10  | Ki  | Ki  | 10  | 2   | 31   |
| 14.      | Casper Stevenson      | D'Station Racing       | 10  | HN  | 10  | Ki  | Ki  | 10  | 2   | 31   |
| 15.      | Matteo Cressoni       | Iron Lynx              | 6   | 12  | 11  | Ki  | 2   | 11  | Ki  | 30   |
| 15.      | Alessio Picariello    | Iron Lynx              | 6   | 12  | 11  | Ki  | 2   | 11  | Ki  | 30   |
| 15.      | Claudio Schiavoni     | Iron Lynx              | 6   | 12  | 11  | Ki  | 2   | 11  | Ki  | 30   |
| 16.      | Liam Talbot           | D'Station Racing       |     |     |     |     |     |     | 2   | 27   |
| 17.      | P. J. Hyett           | Project 1 – AO         | 12  |     | Vi  | 7   |     | 5   | 10  | 24   |
| 17.      | Gunnar Jeannette      | Project 1 – AO         | 12  |     | Vi  | 7   |     | 5   | 10  | 24   |
| 18.      | Stefano Costantini    | AF Corse               | 4   |     |     | Ki  |     |     |     | 18   |
| 19.      | Diego Alessi          | AF Corse               |     | 5   | 6   | Ki  |     |     |     | 18   |
| 20.      | Mijata Ritomo         | Kessel Racing          |     |     |     |     |     | 3   |     | 15   |
| 21.      | Esteban Masson        | Kessel Racing          |     |     |     |     |     |     | 5   | 15   |
| 22.      | Harry Tincknell       | Proton Competition     | Vi  | 9   | 4   | Ki  |     |     |     | 14   |
| 22.      | Ryan Hardwick         | Proton Competition     | Vi  | 9   | 4   |     |     |     |     | 14   |
| 22.      | Zacharie Robichon     | Proton Competition     | Vi  | 9   | 4   |     |     |     |     | 14   |
| 23.      | Guilherme Oliveira    | Project 1 – AO         |     | 6   |     |     | 8   |     |     | 12   |
| 24.      | Miguel Ramos          | Project 1 – AO         |     | 6   |     |     |     |     |     | 8    |
| 25.      | Efrin Castro          | Project 1 – AO         |     |     |     |     | 8   |     |     | 3    |
| 26.      | Hosino Szatosi        | D'Station Racing       | 10  | HN  | 10  | Ki  | Ki  | 10  |     | 4    |
| 27.      | Julien Piguet         | AF Corse               |     |     |     | Ki  | 9   |     |     | 2    |
| 28.      | Kozzolino Kei         | Kessel Racing          |     |     |     |     | Ki  |     |     | 0    |
| 28.      | Kozzolino Kei         | AF Corse               |     |     |     |     |     | 12  | 11  | 0    |
| 29.      | Paul Dalla Lana       | NorthWest AMR          | 11  | 13  |     |     |     |     |     | 0    |
| 29.      | Axcil Jefferies       | NorthWest AMR          | 11  | 13  |     |     |     |     |     | 0    |
| 29.      | Nicki Thiim           | NorthWest AMR          | 11  | 13  |     |     |     |     |     | 0    |
| 30.      | Franck Dezoteux       | AF Corse               |     |     |     |     |     |     | 11  | 0    |
| 31.      | Koizumi Hirosi        | AF Corse               |     |     |     |     |     | 12  |     | 0    |
| 32.      | Jonas Ried            | Proton Competition     |     |     |     | Ki  |     |     |     | 0    |
| 32.      | Don Yount             | Proton Competition     |     |     |     | Ki  |     |     |     | 0    |
| Helyezés | Versenyző             | Csapat                 | USA | POR | SPA | LMS | MNZ | JPN | BHR | Pont |